# 罗贤水库
罗贤水库是中国广西壮族自治区贵港市桂平市境内的一座水库，位于浔江支流寺背河上，建于1957年。水库正常库容为1517万立方米，集雨面积为25平方千米，海拔为61.68米。